# Pride Park Stadium
Pride Park Stadium es un estadio de fútbol. Allí juega sus partidos como local el Derby County Football Club. El estadio tiene capacidad para albergar a 33 597 espectadores.
El 11 de junio de 2007, el club anunció la expansión del estadio, para albergar unas 44 000 personas.